# کارگرنما

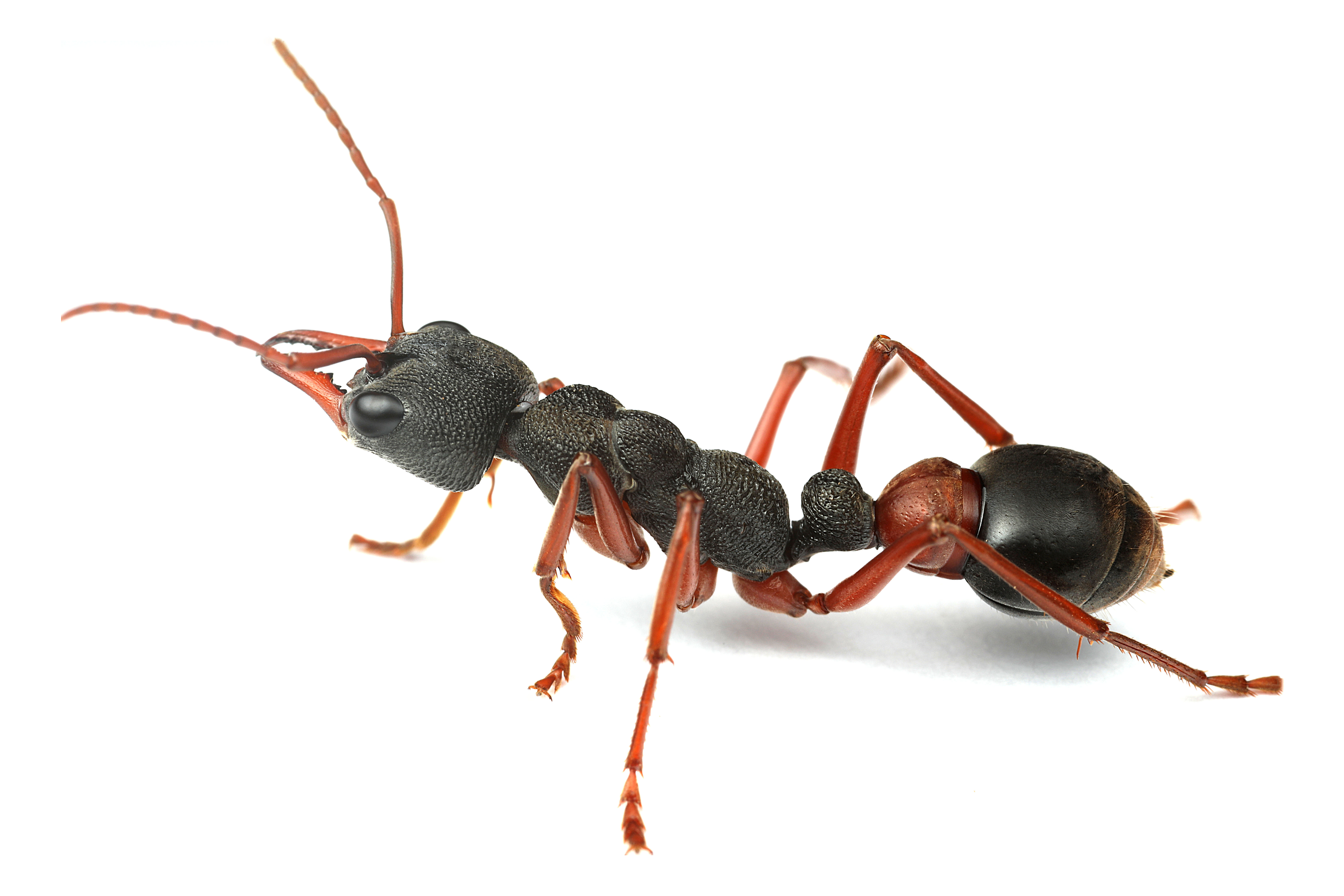
یک ملکه کارگرنما از گونه Myrmecia esuriens

کارگرنما، کارگرمانند یا کارگروار (به انگلیسی: Ergatoid) (از یونانی ergat-، "کارگر" + -oid، "مانند") یک مورچه یا موریانه بالغ با باروری دائمی بدون بال است. اصطلاح مشابه اما تا اندازه‌ای مبهم ergatogyne به هر شکل میانی بین کارگران و زنان استاندارد اشاره دارد. ملکه‌های کارگرنما از دیگر افراد ارگاتوژن متمایز هستند زیرا از نظر ریخت‌شناسی در یک گونه سازگار هستند و همیشه توانایی جفت‌گیری دارند، در حالی که افراد بین کاست، دستهٔ دیگری از ارگاتوژین‌ها، اغلب چنین نیستند. کارگرنماها می‌توانند تفاوت‌های ریخت‌شناسی گسترده‌ای را بین گونه‌ها نشان دهند، گاهی تقریباً شبیه به کارگران عادی پدیدار می‌شوند و در موارد دیگر کاملاً متمایز از کارگران و ملکه‌های استاندارد هستند. علاوه بر ویژگی‌های ریخت‌شناسی، کارگرنماها در میان گونه‌های مختلف می‌توانند طیف گسترده‌ای از رفتارها را از خود نشان دهند، به طوری که برخی از کارگرنماها تنها به‌عنوان زایش‌کننده عمل می‌کنند و برخی دیگر به‌طور فعال در جستجوی غذا هستند. ملکه‌های کارگرنما در میان تعداد زیادی از گونه‌های مورچه‌ها رشد کرده‌اند و حضور آنها در کلنی‌ها اغلب می‌تواند سرنخ‌هایی دربارهٔ ساختار اجتماعی کلنی‌ها و چگونگی ایجاد کلنی‌های جدید ارائه دهد. بدون بال، تقریباً همه گونه‌های مورچه‌هایی که تنها ملکه‌های کارگرنما تولید می‌کنند، با شکافت کلنی‌های جدیدی ایجاد می‌کنند.

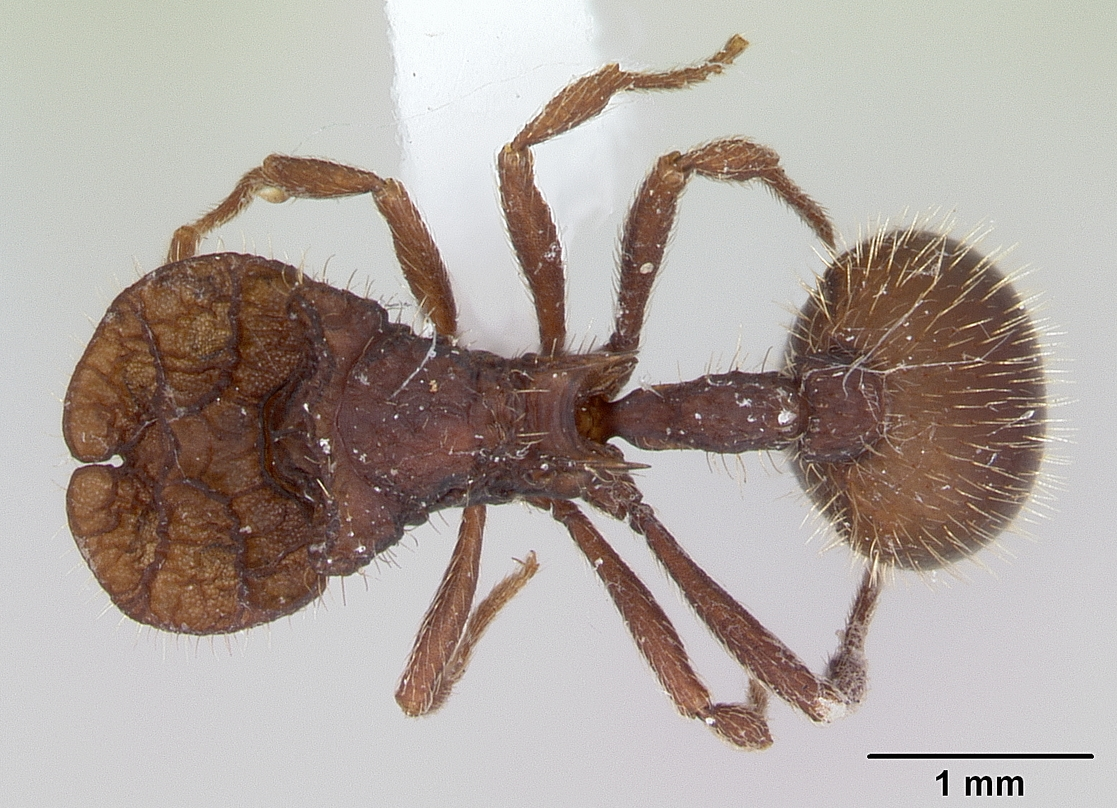
این نمای از بالا به پایین از یک ملکه کارگرنما از Blepharidatta conopos نمونه خوبی از ریخت‌شناسی‌های شدیدی است که کارگرنماها می‌توانند داشته باشند.